# Петелино (посёлок, Тульская область)
Петелино - посёлок в Тульской области России. 
В рамках организации местного самоуправления входит в городской округ город Тула, в рамках административно-территориального устройства — в Ильинский сельский округ Ленинского района Тульской области.

## География
Расположен у юго-восточных окраин областного центра, города Тула, на автомобильной трассе Тула — Новомосковск. Находится между посёлком Ильинка (к западу) и деревней Петелино (к востоку).

## История
До 1990-х гг. посёлок входил в Ильинский сельский Совет. В 1997 году стал частью Ильинского сельского округа Ленинского района Тульской области. 
В рамках организации местного самоуправления с 2006 до 2014 гг. включался в Ильинское сельское поселение Ленинского района, с 2015 года входит в Центральный территориальный округ в рамках городского округа город Тула.

## Население
| 2002 | 2010  |
| ---- | ----- |
| 1274 | ↗2461 |